# Larischowie

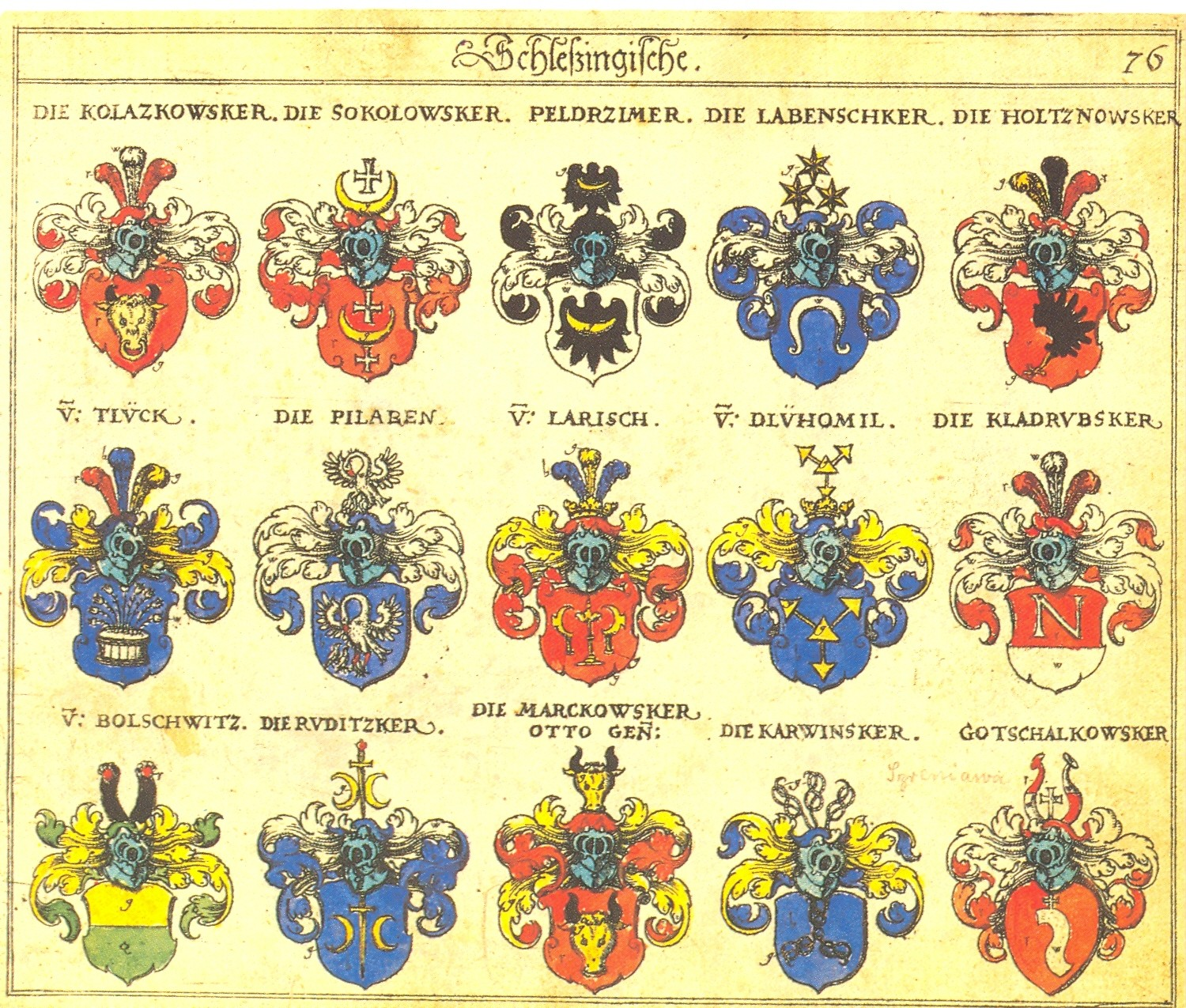
Herb von Larisch w herbarzu J. Siebmachera, 1605 – środkowy herb, środkowy rząd

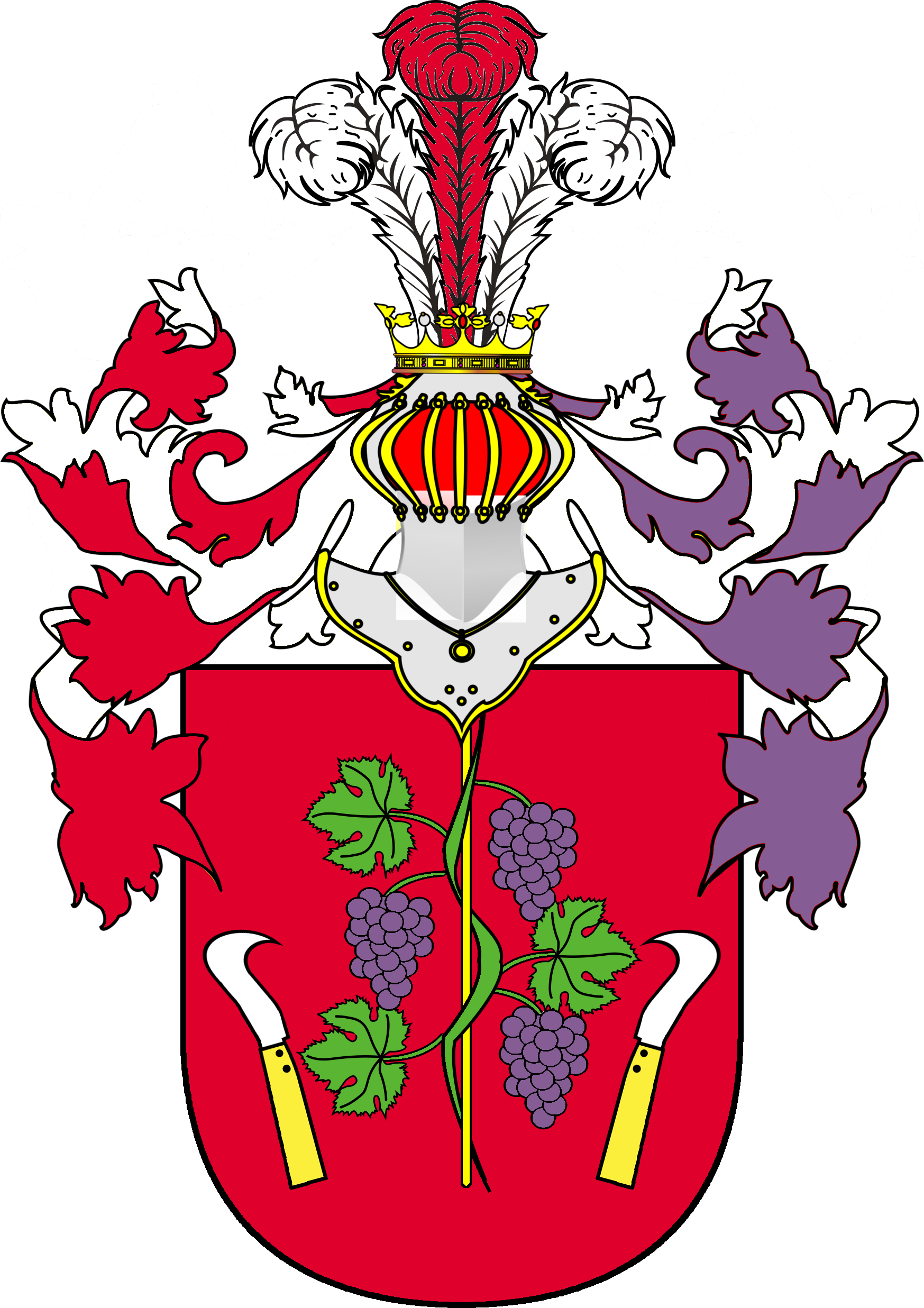
Herb rodziny von Fragstein

Larischowie – ród Larischów mocno rozrodzony, był znany na Śląsku, w Czechach oraz w Austrii. Historycznie pochodzili z Tyrolu, gdzie byli właścicielami zamku Fracstein, nazwa tego zamku stała się ich pierwotnym nazwiskiem. W XIV wieku osiedlili się na Śląsku, w miejscowości Klisino w okolicach Głogówka, używali wtedy nazwisk Fragstein, panowie z Klisina (niem. Glaesen; von Glaesen- stąd polska nazwa herbu Glezyna) lub Larisch (na potomków Hilarego z Klisina). W XV wieku przenieśli się do nowej siedziby rodowej- do Naczęsławic. w XV wieku ród podzielił się na dwie linie: Fragstein oraz Larisch, ci pierwsi byli wójtami dziedzicznymi Głogówka. Larischowie podzielili się w XVI wieku na dwie linie: górnośląską z Naczęsławic (szlachecką i baronowską) oraz hrabiowską czesko-austriacką z Ligoty (Lhoty) w Księstwie Cieszyńskim. Linia z Ligoty używała później nazwiska Larisch-Moennich (Larisch-Mönnich) i należała do najwyższej arystokracji austriackiej, linia z Naczęsławic była mniej znacząca i uboższa.

## Larischowie na Śląsku Cieszyńskim
Laryszowie w 1551 zakupili Karwinę, a w 1552 Solcę. Z czasem wykupowali kolejne pobliskie wioski. W 1654 hrabia Jan Larisch-Mönnich został starostą obwodowym obwodu cieszyńskiego. Od tegoż roku tytułowali się również jako baronowie. Od 1730 dobra należące do Laryszów zjednoczono w fideikomis. Do znacznej zamożności przyczyniło się odkrycie pokładów węgla w Karwinie w 1776. W 1791 uzyskali tytuł hrabiowski. W 1873 w Solcy powstał nowy pałac Larischów, jeden z najokazalszych w regionie, a w pobliżu również rodzinna kapliczka i grobowiec.